# Лазика (БМП)
Лазика (груз. ლაზიკა) — грузинская боевая машина пехоты.

## История
Разработана научно-техническим центром «Дельта» при Министерстве обороны Грузии, производственной базой которого являются Тбилисский авиазавод и Тбилисский танкоремонтный завод. 
25 февраля 2012 года демонстрационный образец бронемашины был впервые продемонстрирован на учебном полигоне Вазиани.
2 мая 2015 года в репортаже о НТЦ "Дельта" были показаны две бронемашины "Лазика", к концу февраля 2016 года их количество увеличилось до семи.

## Описание
Экипаж БМП состоит из трех человек: механик-водитель, командир и оператор вооружения. 
Все они размещаются в передней половине машины. Водитель на том же месте, что и на БМП-2, а командир и оператор за ним. Десантное отделение имеет значительный объем. В нем размещены девять складных сидений для солдат. В отличие от советских машин пехоты, в которых сиденья располагались по оси машины, на «Лазике» они находятся под бортами, что затрудняет ведение огня десантом из БМП и повышает его уязвимость от бронебойно-фугасных и фугасных боеприпасов.
«Лазика» вооружена дистанционно управляемым боевым модулем с 23-мм автоматической пушкой 2А14 и 7,62-мм пулемётом ПКТ.
Также на бронемашину установлены восемь 81-мм дымовых гранатомётов.
Погрузка десанта производится через подъёмную аппарель в корме корпуса.
БМП оснащена камерами ночного видения.
Бронемашина может быть дооборудована дополнительными топливными баками, увеличивающими запас хода с 200 км до 400 км.

### Бронирование
Бронирование в соответствии с требованиями 4-го уровня STANAG.
- противопульная защита: пуля Б-32 патрона 14,5 мм x 114 на дистанции 200 метров при скорости встречи 911 м/с
- противоосколочная защита: подрыв 155 мм осколочно-фугасного снаряда на дистанции 25 м; направление подхода осколков: - 360° (кругом); углы возвышения 0 - 90°
- противоминная защита: подрыв противотанковой мины фугасного действия с зарядом 10 кг ВВ под корпусом[1].

## Страны-эксплуатанты
- Грузия - вооружённые силы Грузии